# Elektroplatiranje
Elektroplatiranje ili galvanostegija je nanošenje tankog sloja nekog metala na površinu predmeta izrađenog od drugog metala radi zaštite, uljepšavanja ili postizanja određenih površinskih svojstava. S gledišta industrijske prakse najčešće se elektroplatira kositrom (bijeli lim za limenke u konzerviranju hrane - kositrenje), cinkom (zaštita željeza i čelika od korozije; cinčanje), kromom (dekoracija, zaštita, tvrdoća površine; kromiranje), bakrom (povećanje električne i toplinske vodljivosti, zaštita; bakrenje), niklom (zaštita, dekoracija; niklanje) i plemenitim metalima (pozlata). Uz aparate za napajanje strujom i izvođenje temeljnih operacija, i najjednostavnija postrojenja za elektroplatiranje moraju imati još i filtre za čišćenje otopina, uređaje za sušenje (koji mogu biti vrlo različiti, od običnih za sušenje mlazom komprimiranog zraka, do velikih peći), tankove za otapanje neispravnih galvanskih slojeva s izradaka, tankove za rekuperaciju otpadnih voda koje se još mogu iskoristiti, prenosive crpke za prijenos otopina i, ako je potrebno, najmanje jedan spremnik za prihvat kupke za galvaniziranje.
Za rezultat galvaniziranja u elektroplatiranju i elektrooblikovanju bitan proces je katodno taloženje. Da bi se ono moglo neprestano odvijati, među ostalim, mora se održavati i koncentracija elektrolita u kupki. Najčešće se to postiže istovremenim otapanjem anode građene od metala kojim se galvanizira (anodnim otapanjem). No, kad se iz nekog razloga upotrebljavaju anode koje se ne otapaju, otopini se povremeno ili još bolje stalno dodaje elektrolit. Te dvije metode održavanja koncentracije elektrolita u kupki u galvanotehnici penekad se i nadopunjuju.

## Povijest
Modernu je elektrokemiju utemeljio Luigi Valentino Brugnatelli oko 1803. Pomoću Voltine baterije on je 2 srebrne medalje elektroplatirao zlatom, koristeći amonijakalnu otopinu auriklorida. Brugnatellijeva su otkrića bila marginalizirana i namjerno zanemarena i potiskivana od strane tadašnje francuske akademije znanosti. No i prije Brugnatellijeva otkrića bilo je uspješnog dobivanja metala elektrolitskim putem no radilo se ne o koherentnim prevlakama već o dendritima, Cruichank je to uspio već oko 1800., a negdje oko 1801. to je uspjelo nijemcima W. Grueneru i K. W. Boeckmannu, te C. B. Desormesu u Francuskoj, kao i J. G. Gainu u Švedskoj i V. V. Petrovu u Rusiji.
Oko 1839, znastvenici u Velikoj Britaniji i Rusiji nezavisno su došli do praktične primjene njegovih otkrića, prvo za elektroplatiranje bakrom, te potom srebrom i zlatom. 
Jakobi je u Rusiji pokrenuo praktično korištenje galvanoplastike, prvo za štamparske ploče, a zatim i za izradu skulptura. 
Među najznačajnije spomenike ove vrste tog vremena u Rusiji svakako ubrajamo monumentalne skulpture za katedralu Sv. Izaka u Sankt Peterburgu, te elektroplatiranjem pozlaćenu kupolu crkve Krista Spasitelja u Moskvi.
Nešto kasnije, John Wright iz Birminghama otkriva cijanidne elektrolite za pozlatu i posrebrenje, te zajedno sa svojim partnerima bratićima Elkington prijavljuje 1840. prvi patent za spomenuti postupak. U Engleskoj je u to vrijeme(1844. ) razvijen i prvi električni generator korišten za neki industrijski postupak, odnosno za elektroplatoranje srebrom u tvrtci Elkington & Mason.
Kako se razvijala elektrokemija kao znanost, njene su veze s elektroplatiranjem bile prihvaćene te uporabljene u razvoju drugih procesa elektroplatiranja, poput platiranja niklom, mjedi, kositrom, željezom, kadmijem i cinkom(oko 1850. ). Veliki je napredak elektroplatiranje doživjelo razvojem dekorativnog kromiranja oko 1924, te tvrdog kromiranja oko 1930. (no prve su kromne prevlake dobivene još polovinom 19. stoljeća). Na razvoj ove tehnologije također su utjecala i dva svjetska rata. Nakon drugog svjetskog rata vrlo je važan razvoj postupaka za elektroplatiranje na plastici. Suvremenom elektroplatiranju pak tek predstoji definitivni odmak od toksičnih još uvijek korištenih procesa, poput uporabe cijanidnih te na heksavalentnim kromatima baziranih tehnologija(iako treba naglasiti i da je necijanidnih i manje toksičnih postupaka platiranja bilo već u 19. stoljeću, no tada se za ove prednosti nije nimalo marilo, npr. pozlata i posrebrenje na bazi kalijevog ferocijanida, netoksičnog cijanidnog spoja, bili su poznati već 1841. ).

## Neki ključni datumi vezani uz elektroplatiranje
1803. Brugnatelli pozlaćuje 2 srebrne medalje, koristi otopinu auriklorida u amonijaku kao elektrolit
1840. Elkington patentira uporabu cijanidnih kupki za pozlatu i posrebrenje
1840. Jacobi patentira postupak galvanoplastike pomoću kisele bakrene kupelji
1841. prvo spominjanje kupke za prevlačenje mesingom ( komercijalna primjena tek nakon 1880. )
1841. prvo spominjanje netoksične kupelji za pozlatu i posrebrenje na bazi kalijevog ferocijanida ( kalijev je ferocijanid neotrovan spoj kalijevog cijanida )
1843. Boetger pronalazi kupku za niklanje, tek oko 1869. početak industrijske primjene 
1844. prva uporaba generatora(Woolrich)
1848. prvo spominjanje kupke za kromiranje( Junot De Bussy), prvi industrijski uporabiv postupak tek 1924. (Libreich, Fink, Eldridge, Sargeant)
oko 1850. doba kada su u primjeni kupke za kositrenje, prevlačenje željezom, cinkom
1915. komercijalni postupak za platiranje kadmijem ( 1819. prvo spominjanje postupka)
1927. razvijeno cinkatiranje kao osnova za elektroplatiranje na aluminiju i njegovim slitinama
1929. razvijene slitine cinka za tlačni ljev (tkz zamak slitine), istovremeno počinje i razvoj tehnologije za platiranje na ovoj specifičnoj podlozi
oko 1930. razvijeno tvrdo kromiranje
oko 1950. razvoj postupaka za elektroplatiranje na plastičnim masama
oko 1970. počinje veća primjena trovalentnih kupki za kromiranje, znatno manja toksičnost elektrolita u odnosu na klasično heksavalentno kromiranje
od oko 1990. sve veće zalaganje za primjenu tehnologija koje ne štete okolišu niti zdravlju( proces je započeo već sedamdesetih godina)
2003. razvoj europskih ROHS ( Restriction of Hazardous Substances Directive ) odredbi - kadmij, olovo živa i heksavalentni kromati više se ne mogu koristiti(izuzetak je vojna primjena)
2006. ROHS odredbe postaju važeće i obavezne za sve članice EU

## Način rada
Uređaj za provedbu galvanotehničkih postupaka sastoji se od kupke s uronjenim elektrodama (anodom i katodom), koje su spojene s vanjskim izvorom galvanske struje (istosmjerna električna struja stalne jakosti). Kupku čini otopina elektrolita, to jest otopina soli onog metala koji se želi istaložiti na katodi. Od tog su metala najčešće građene i anode, a kao katode stavljaju se predmeti na koje se metal treba nataložiti. Predmeti mogu biti od nekoga drugog metala ili od drugih materijala (plastika, vosak, gips) kojima se površina učini vodljivom nanošenjem električki vodljivog laka ili redukcijom metalnih soli. Zatvaranjem kruga istosmjerne struje zbivaju se elektrokemijske reakcije: na anodi metal otpušta elektrone (anodno otapanje) i u obliku pozitivnih iona (kationa) prelazi u otopinu svoje soli (elektrolitska disocijacija). Kation putuje kroz otopinu do katode, gdje prima elektrone i izlučuje se iz otopine (katodno taloženje). Može se raditi i s anodom koja se ne otapa, ali tada istaložene katione treba nadoknađivati dodavanjem elektrolita u kupku. Temperatura kupke obično je oko 80 °C, gustoća struje 1 do 10 A/dm2, a napon 1 do 15 V. Debljina je slojeva istaloženih elektroplatiranjem 1 do 50 μm, a elektrooblikovanjem 5 do 10 mm. 
Kako se na galvanotehnici zasniva i elektrolitičko dobivanje i rafinacija metala, galvanotehnika se katkad promatra i kao grana elektrometalurgije. Međutim, galvanotehnički se procesi razlikuju od elektrometalurških time što iscrpak i čistoća slojeva nisu najvažniji u galvanizaciji, već se pritom postavlja niz teže zadovoljivih zahtjeva. Gotovo uvijek galvanski slojevi moraju biti fine, sitnozrnaste strukture, homogeni i čvrsti, moraju se lako polirati, biti jednolične debljine i, pri elektroplatiranju, dobro prianjati na podlogu. Za to su osobito mjerodavni procesi kristalizacije za vrijeme galvaniziranja. Međusobno djelovanje tih i elektrokemijskih procesa katodnoga taloženja pri galvaniziranju toliko je isprepleteno da se oni ne mogu promatrati odvojeno jedni od drugih. Zbog toga se za katodno taloženje galvanskih slojeva u suvremenoj tehnologiji sve više upotrebljava naziv elektrokristalizacija. Da bi se procesi elektrokristalizacije mogli odvijati tako da im rezultat budu galvanski slojevi tražene kakvoće, među ostalim je potrebno da se podloga prije galvaniziranja nalazi u prikladnu fizikalno-kemijskom stanju: da joj je površina dovoljno glatka, to jest da je bez ogrebotina, pukotina i rupa te da je dovoljno čista kako bi se mogao uspostaviti prikladan kontakt između nje i kupke. Obično je pri galvaniziranju potrebno površinu izradaka tek dovesti u takvo stanje. Također je za postizanje potrebne kakvoće galvaniziranih proizvoda obično nužna i doradba. Zbog toga galvaniziranje u širem smislu obuhvaća i niz operacija predobradbe i naknadne obradbe. 

### Elektrolitičko nagrizanje
Elektrolitičko nagrizanje se izvodi u spremniku s kiselom kupkom u kojem je izradak katoda (katodno nagrizanje) ili anoda (anodno nagrizanje). Zbog snažnog razvijanja plinova na površini izratka, iz kupke se lako odvajaju produkti oksidacije i drugi slojevi, osobito ogorine od toplinske obrade, pa je postupak djelotvorniji od kemijskog nagrizanja (dekapiranja). Osobito je elektrolitičko nagrizanje prikladno za čišćenje izradaka od željeza i čelika. 

#### Katodno nagrizanje
Pri katodnom nagrizanju kupka je otopina s 10% sumporne kiseline i nešto kositar(II) sulfata. Izvodi se na 60 - 70 °C, uz gustoću struje od 0, 08 do 0, 1 A/cm2, obično s anodama od olova. Za vrijeme trajanja postupka, kositar koji se izlučuje zaštićuje već očišćena mjesta na izratku od vodikove krtosti. Prije dalje obrade taj se sloj kositra uklanja anodnim otapanjem u kupki s natrijevim karbonatom i trinatrij fosfatom kao elektrolitima. Prednost ovog načina nagrizanja je što se pri tome gubi vrlo malo materijala i kiseline. Nedostatak mu je razmjerno loša raspodjela elektrolita u udubinama katode, pa se upotrebljava samo u predobradi ravnih izradaka. Osim toga, primjena ovog postupka nagrizanja povezana je sa stanovitim rizikom od pojave vodikove krtosti površine njime obređenih izradaka. 

#### Anodno nagrizanje
Pri anodnom nagrizanju za elektrolit se upotrebljava, također, sumporna kiselina ili smjesa sumporne i fosforne kiseline. Dakako, tu je gubitak materijala veći, ali se na njima ne može razviti krtost površine. Također je raspodjela elektrolita u udubinama bolja, pa je postupak primjenjiv i u nagrizanju jako profiliranih dijelova. Za vrijeme izvođenja postupka na površini željeznih izradaka nastaje oksidna kožica ravnomjerne debljine, koja ih štiti od jačeg najedanja. Ta se kožica može ukloniti metodama koje se upotrebljavaju za sprečavanje pasivacije. 

### Elektrolitičko odmašćivanje
Elektrolitičko odmašćivanje izvodi se u spremniku s alkaličnom kupkom, također kao katodno i anodno odmašćivanje i djelotvornije je od fizikalno-kemijskog odmašćivanja vrućim otopinama alkalija, također zbog razvijanja plinova na površini izradaka. 

#### Katodno odmašćivanje
Katodno odmašćivanje djelotvornije je zbog toga što se na katodi razvija 2 puta više plina (vodika) nego na anodi (kisika). Nedostaci su mu što se pri tome na površini izratka mogu istaložiti male količine mekih metala iz soli prisutnih u kupki, što, kad se radi o izracima od željeza i čelika, može dovesti do vodikove krtosti. Zbog toga elektrolitičko odmašćivanje ne smije trajati više od 2 minute. Opasnost od razvijanja vodikove krtosti pri katodnom odmašćivanju umanjuje se smanjivanjem napetosti površine kupke pomoću prikladnih sredstava za kvašenje. Ponekad se otopinama elektrolita za katodno odmašćivanje dodaju male količine složenih cijanskih soli bakra. Vrlo tanki galvanski sloj bakra, kojim su nakon takvog čišćenja elektroplatirani izraci, služi za kontrolu uspjeha odmašćivanja, a u nekim slučajevima još i kao međusloj za povećanje prionjivosti drugih slojeva koje još treba nanijeti daljom obradom. 

#### Anodno odmašćivanje
Anodno odmašćivanje povezano je s jačom oksidacijom površine izradaka nego anodno nagrizanje. To je često prednost, jer se često oksidna kožica lako odvaja uz nastajanje čiste površine izratka s hrapavošću upravo prikladnom za elektrokristalizaciju. Zbog toga se ovim postupkom, međutim, ne smiju čistiti izraci od metala topljivih u alkalijama (na primjer cink), a ne mogu oni od lakopasivabilnih metala (na primjer aluminija, nikla). Izraci od metala osjetljivih prema alkalijama u oksidativnoj sredini (na primjer bakra i njegovih slitina) smiju se ovim postupkom obrađivati samo vrlo kratko (nekoliko sekundi). Anodno odmašćivanje izradaka od čelika obično je izvedeno za 2 minute, ali se smije produžiti, ako je to potrebno. 
Katodno i anodno odmašćivanje često se kombiniraju. Tamo gdje anodno odmašćivanje mora biti vrlo kratko (kao u već spomenutom odmašćivanju bakra i njegovih slitina), kombinirano elektrolitičko odmašćivanje izvodi se kratkotrajnom anodnom polarizacijom izratka nakon katodnog odmašćivanja u istom spremniku. Inače se zbog prisutnosti sredstava za kvašenje u otopinama elektrolita za katodno taloženje, koji bi smetali pri anodnom odmašćivanju, te dvije operacije izvode u posebnim spremnicima. 

### Galvaniziranje
Za upravljanje elektroplatiranjem posebno je važno poznavati uvjete galvaniziranja na koje se može utjecati. Oni obuhvaćaju sastav, temperaturu i konvekciju kupke, materijal i oblik anode, te gustoću kupke. 

#### Sastav kupke
Za svojstva kupke najvažnija je, dakako, vrsta elektrolita. Pri elektroplatiranju elektrolit se odabire prema anionu soli koje su za to prikladne. Prema tome se i kupke nazivaju. Najvažnije su kloridne, sulfatne i cijanidne kupke, ali se često upotrebljavaju i fosfatne, pirosulfatne i pirofosfatne, fluorboratne, nitritne i druge kupke. Često se izborom elektrolita podesiva svojstva kupke postižu i kombiniranjem ovih glavnih elektrolita s elektrolitima koji imaju druge anione (na primjer sulfatnim kupkama često se dodaju kloridi da bi se smanjile smetnje procesu anodnog otapanja). No, elektroliti se ne biraju samo prema njihovim svojstvenim djelovanjima na odvijanje elementarnih procesa, već i prema njihovoj cijeni. Osim toga, svojstva kupke zavise i od koncentracije elektrolita (od toga zavisi i gustoća u procesu). S druge strane, optimalna koncentracija elektrolita zavisi od niza činilaca koji se ne mogu obuhvatiti općim pravilima. Ipak, u suvremenim postupcima teži se velikim koncentracijama elektrolita, jer su nužne za takozvane visokoučinske kupke (kupke koje omogućavaju galvaniziranje što sjajnijim, sitnozrnim slojevima za najkraće praktički dosizivo vrijeme). 

#### Sredstva za povećanje vodljivosti
Sredstva za povećanje vodljivosti također su soli, ali i kiseline i baze. Soli koje se upotrebljavaju za tu svrhu obično su alkalijske ili amonijske, s istim anionom koji ima i elektrolit. Od kiselina za tu svrhu najviše se upotrebljava sumporna u sulfatskim kupkama, koje se zbog toga često nazivaju i kiselim. Baze za povećavanje vodljivosti obično su alkalijski hidroksidi. Obično se dodavaju cijanidnim kupkama, pa se te često također nazivaju alkaličnim (bazičnim). Djelovanje svih tih sredstva počiva na međusobnoj zavisnosti gibanja iona. Pri njihovoj upotrebi treba voditi računa o tome, da se na taj način ne može povećavati vodljivost, a da se pri tome ne promijene i druga važna svojstva kupke, na primjer zbog učinka zajedničkog iona i koncentracija iona metala elektrolita. 

#### Depolizatori
Depolizatori koji se dodavaju kupkama za elektroplatiranje, da bi se smanjila polarizacija elektroda iznad stanovite vrijednosti, gdje njen dalji porast ima štetne posljedice, mogu biti vrlo različite tvari, već prema prirodi procesa koji uzrokuje tu pojavu. Najčešće se ti procesi odvijaju na anodama, pa su najvažniji anodni depolizatori, osobito nosioci iona klora i cijanidi alkalija. Prvi se upotrebljavaju na primjer za razaranje pasivizirajućih slojeva nikalnih elektroda agresivnim djelovanjem nascentnog klora, drugi na primjer u cijanidnim kupkama za stvaranje lako topljivih dvosoli. Jedan od najpoznatijih katodnih depolizatora jest vodikov peroksid, koji se često upotrebljava pri elektroplatiranju niklom. Djelovanje mu se zasniva na oksidaciji vodika koji se simultano izlučuje. 

#### Puferi
Pufer (njem. Puffer) (puferska ili tamponska otopina) je otopina kojoj se može dodati manja količina vodikovih (H+) ili hidroksidnih (OH–) iona (u obliku jake kiseline ili jake lužine), a da se kiselost, odnosno lužnatost, to jest pH-vrijednost otopine, znatno ne promijeni. Kupkama se dodaju različiti puferi, već prema tome u kojem je području vrijednosti pH potrebno puferiranje. Tako se na primjer za puferiranje pri elektroplatiranju niklom upotrebljava borna kiselina. Najvažniji drugi puferi jesu oksalna kiselina i boraks. 

#### Sredstva za suzbijanje vodikovog poroziteta
Sredstva za suzbijanje vodikovog poroziteta poznata su sredstva za kvašenje (ionski aktivni spojevi, kao što su natrijev alkilsulfonati, natrijevi sulfati masnih alkohola, amidi masnih kiselina). Pri njihovoj upotrebi nužno je paziti na to da su ispitani u primjeni uz ostala svojstva kupke, posebno s obzirom na njenu pH vrijednost. U sredstva za suzbijanje vodikovog poroziteta ubraja se i vodikov peroksid. 

#### Inhibitori
Inhibitor (od lat. inhibere: zadržati, priječiti), u kemiji, je tvar koja u malim količinama usporava ili zaustavlja kemijsku reakciju tako da s reaktantima ili katalizatorima reakcije stvara stabilne, nereaktivne produkte, uklanja slobodne radikale u lančanim reakcijama ili se na primjer adsorbira na metalnu površinu i sprječava koroziju. Naziva se i negativnim katalizatorom. Najstariji poznati inhibitori jesu želatina, tutkalo (ljepilo) i različiti ugljikohidrati (na primjer dekstroza, glukoza). Kako je uloga inhibicije postajala sve važnija (osobito pri galvaniziranju niklom, a danas sve više i bakrom), broj patenata za to je sve više rastao, pa danas ima vrlo mnogo inhibitora. Svrstavaju se u nekoliko skupina prema djelovanju na moć raspodjele i svojstava galvanskih slojeva. 

#### Posjajivači
Da bi se izbjegle štetne posljedice naknadne obrade galvaniziranih proizvoda brušenjem i poliranjem, od tih sastojaka obično se traži da uzrokuju nastajanje već sasvim glatkih i sjajnih površina. Zbog toga se nazivaju još i posjajivačima. Malo je tvari koje same mogu djelovati kao posjajivači. To su na primjer neki nezasićeni alkoholi (na primjer butindiol). Skoro redovito za posjajivače služe smjese s komponentama koje prema djelovanju čine dvije skupine. U jednoj su takozvani primarni posjajivači (nosači) koji sami uzrokuju nastajanje galvanskih slojeva dovoljno sitnozrnate strukture, ali još ne toliko da budu dovoljno sjajni. Najvažniji među njima jesu benzen i naftalensulfonske kiseline i sulfonski imidi, te saharin. U drugoj su takozvani sekundarni posjajivači s kojima se postiže konačni traženi sjaj. Među njima su najvažniji spojevi s konjugiranim prstenom dušika, nitridi i poliamini. Uobičajene koncentracije primarnih posjajivača u kupki dosta su velike (obično od 0, 5 do 10 g/l) i ne moraju se točno održavati. Dopustive koncentracije sekundarnih posjajivača razmjerno su male (obično od 0, 005 do 0, 05 g/l) i moraju se vrlo točno nadzirati, jer već kad se razmjerno malo prekorače mogu uzrokovati krtost galvanskih slojeva. Nepovoljni utjecaj prekoračenja koncentracije sekundarnih posjajivača može se nadoknaditi pomoću primarnih. Uz ove organske, poznati su još i anorganski spojevi koji djeluju kao posjajivači, osobito sekundarni. Najpoznatiji među njima jesu kobaltov sulfat i kadmijev sulfat, tantalov klorid, selenska i telurna kiselina. 

#### Sredstva za niveliranje mikrohrapavosti
Ponekad se sredstva za niveliranje mikrohrapavosti površine izradaka galvaniziranjem promatraju kao posebna skupina inhibitora. Pri tome se, da bi se taj učinak razlikovao od moći raspodjele na velikim profilima (takozvane moći makroraspodjele), ponekad govori i o moći mikroraspodjele. To je potrebno, jer obično kupke s povoljnom makroraspodjelom nemaju povoljnu mikroraspodjelu i obrnuto. 

#### Materijal i oblik anoda za elektroplatiranje
Tamo gdje se hranjenje kupke ionima odvija anodnim otapanjem, materijal anode mora, dakako, biti dovoljno (ali ne previše čist). Inače, kako topljivi, tako i netopljivi strani sastojci materijala anode dospijevaju u kupku (otapanjem, odnosno suspendiranjem takozvanog anodnog mulja) i mogu joj nepovoljno mijenjati svojstva; vrlo čisti materijali nisu prikladni za te anode, jer ne samo što su preskupi već bi i anode od njih bile sklone pasivaciji. Zbog toga je najčešće za anode prikladan jeftini lijevani ili valjani materijal. Suspendiranje anodnog mulja u kupki pri tome se sprečava ulaganjem anoda u vreće od umjetnog vlakna. Nastaje li anodnim otapanjem još i neki ion metala koji smeta, i kad se to može spriječiti drugim mjerama, pribjegava se upotrebi netopljivih anoda uz hranjenje kupki dodavanjem elektrolita. Bolje je da su anode veće od izradaka koji se elektroplatiraju, jer prevelike gustoće anodne struje uzrokuju pasivaciju. Njihov oblik od utjecaja je samo u specijalnim slučajevima (na primjer pri elektroplatiranju cijevi). 

#### Temperatura kupke
Za razliku od vodljivosti elektronskih vodiča struje, vodljivost ionskih vodiča raste s temperaturom, jer im se pri tome povećavaju stupanj disocijacije i pokretljivosti iona. Zbog toga se s povećanjem temperature kupke pri galvaniziranju dadu postići veće gustoće struje. Osim toga, povisivanje temperature kupke utječe i na druge važne činioce procesa. Tako povećavaju anodno iskorištenje struje, a ubrzavanjem difuzije i pospješujući elektrokristalizaciju, povisivanje temperature kupke smanjuje polarizabilnost elektroda i time radni napon reaktora, ali i povećava sklonost rastu kristala na račun nastajanja novih klica kristalizacije, pa galvanski slojevi postaju više grubozrnati i mekši. S druge strane, pri elektrokristalizaciji većine metala povisivanje temperature kupke iznad stanovite granice uzrokuje pojačano razvijanje vodika na katodi i sve nepovoljne posljedice toga, uključujući i naglo opadanje iskorištenja struje. Iznad stanovitih temperatura kupke treba računati i s utjecajem hidrolize. Da bi se odredila neka optimalna temperatura kupke nužno je, dakle, uskladiti složeni niz njenih posljedica na tok i rezultat galvaniziranja. Zbog toga su i te temperature vrlo različite od slučaja do slučaja. Najčešće su od 30 do 50 °C, ali mogu biti i znatno niže (na primjer u nekim slučajevima kromiranja od 12 do 18 °C) i znatno više (do 85 °C u visokoučinskim kupkama). 

#### Konvekcija kupke
U mirujućim kupkama opadanje koncentracije iona metala u blizini površine katode može također uzrokovati porast razvijanja vodika i time spužvaste galvanske slojeve, a u blizini anode koncentracija tog iona može porasti do te mjere da (na primjer pri velikim gustoćama struje) uzrokuje kristalizaciju soli. Također nedostatak konvekcije kupke može uzrokovati i nedovoljnu inhibiciju elektrokristalizacije. Tamo gdje te pojave mogu nastupiti, posebno u visokoučinskim kupkama i pri upotrebi posjajivača, nužna je djelotvorna prisilna konvekcija kupke. Najprikladnija je konvekcija pomoću crpki, jer se time ostvaruju mogućnosti za dotjerano izvođenje niza drugih, pomoćnih operacija (filtracije radi čišćenja, hlađenja ili grijanja uz regulaciju temperature i hranjenja kupke elektrolitom izvana). Sustavi za konvekciju kupke ubrizgavanjem zraka primjenjivi su samo tamo gdje elektrolit nije oksidabilan, dakle, ne tamo gdje su kupke cijanidne. U novije vrijeme za prinudnu konvekciju galvanotehničkih kupki upotrebljava se i ultrazvuk. Često se namjesto konvekcije kupke pribjegava pokretnim katodama (rotirajućim, vibrirajućim, oscilirajućim, putujućim). 

#### Vrsta i gustoća struje
U galvanotehnici skoro se uvijek upotrebljava istosmjerna struja stalne jakosti, ali se često, osobito u visokoučinskim kupkama, pribjegava periodičnom obrtanju njenog smjera. Svrha tome jest kompenzacija razmjerno slabe moći raspodjele tih kupki istim učincima na kojima se zasniva i poliranje eliziranjem. Omjeri perioda (u sekundama) katodne i anodne polarizacije izradaka u tim slučajevima jesu od 5 : 1 do 15 : 5. Nejednoličnost napona rijetko je potrebna pri galvaniziranju, na primjer pri elektroplatiranju kromom, kad se, da bi se što brže stvorio pokrivni sloj, na početku radi s većim naponom. Mala valovitost napona (ispod 5%) ne djeluje nepovoljno na galvaniziranje. Djelovanje gustoće struje pri galvaniziranju odviše je složeno da bi se mogla postaviti neka opća pravila za određivanje njenog optimuma. Granice tog optimuma od slučaja do slučaja vrlo su široke. Tako su na primjer za elektroplatiranje srebrom povoljne gustoće struje 0, 005 A/cm2, tvrdo (kromom) 0, 5 A/cm2. Jedino što se tu može uopćiti jest da su za velike gustoće struje nužne velike koncentracije elektrolita i maksimalne temperature galvanizacije. Povisivanje temperature kupke, pogotovo u kombinaciji s konvekcijom, opća je mjera za suzbijanje najnepovoljnijeg učinka povećavanja gustoća struje, jačanja katodnog razvijanja vodika. 

## Najvažniji postupci

### Pozlaćivanje
Pozlaćivanje je metoda taloženja tankog sloja zlata na površinu stakla ili metala, najčešće bakra ili srebra. 
Pozlata se često koristi u elektronici, kako bi se na bakru dobio elektroprovodljivi sloj otporan na koroziju, obično u električnim konektorima i tiskanim pločama. Izravnim nanošenjem zlata na bakar, atomi bakra imaju tendenciju difuzije kroz sloj zlata, uzrokujući potamnjenje njegove površine i stvaranje oksidno-sulfidnog sloja. Stoga se na bakrenu podlogu mora nanijeti sloj prikladnog izolacionog metala, obično nikla, formirajući sendvič bakar-nikal-zlato. Najčešće se koriste cijanidni elektroliti, od necijanidnih se može spomenuti heksacijanoferatne i sulfitne.

### Posrebrenje
Posrebrenje se koristi od 18. stoljeća za proizvodnju jeftinijih verzija predmeta za kućanstvo koji bi inače bili izrađeni od punog srebra, uključujući pribor za jelo, posude različitih vrsta i svijećnjake. 
Najraniji oblik posrebrenja bio je tkz Sheffield Plate, gdje se tanki limovi srebra stapaju sa slojem ili jezgrom osnovnog metala, ali u 19. stoljeću uvode se novi postupci proizvodnje ( uključujući galvanizaciju, Elkington 1840. patentira cijanidno galvansko posrebrenje i pozlatu). Britannia metal je legura kositra, antimona i bakra razvijena kao osnovni metal za elektroplatiranje srebrom. 
Za primjenu u elektronici, srebro se ponekad koristi za oblaganje bakra, jer je njegov električni otpor niži. Varijabilni kondenzatori smatraju se najkvalitetnijima kad imaju posrebrene ploče. Slično tome, posrebreni ili čak puni srebrni kabeli cijenjeni su u audiofilskim aplikacijama; međutim neki stručnjaci smatraju da se u praksi srebrenje često loše izvede, što rezultira rezultatom inferiornim od bakrenih kabela slične cijene. 
Treba biti oprezan kod dijelova izloženih visokoj vlagi, jer u takvim okruženjima, kada je sloj srebra porozan ili sadrži pukotine, donji sloj bakra zahvaća brza galvanska korozija, ljušti se i obloži sam bakar; proces poznat kao crvena kuga. Posrebreni bakar koji se održava u okruženju bez vlage nije podložan ovoj vrsti korozije. 
Od elektrolita koji se koriste za posrebrenje najčešće su sve do danas korišteni cijanidni, od onih necijanidnih može se izdvojiti kalij heksacijanoferatne, rodanidne, pirofosfatne i jodidne.:str. 20.

### Pobakrivanje
Bakrenje je postupak elektrolitičkog formiranja sloja bakra na površini predmeta. najčešće se koristi za elektroplatirnje plastike, štampanih pločica, cink ljeva, valjaka za rorotisak, mikroelektronike, te za elektroformiranje i elektrorafinaciju. Od elektrolita za bakrenje se češće koriste sumporno kiseli, fluoroboratni, cijanidni i pirofosfatni.:str. 126.

### Rodiniranje
Rodijeva obloga povremeno se koristi na bijelom zlatu, srebru ili bakru i njegovim legurama. Zaštitni sloj nikla obično se prvo taloži na srebro, iako se u ovom slučaju ne radi sprječavanja migracije srebra kroz rodij, već radi sprječavanja onečišćenja rodijeve kupke srebrom i bakrom koji se lagano otapaju u sumpornoj kiselini koja je obično prisutna u sastavu kupke. 
Najčešće se za rodiniranje koriste sumporno kiseli i fosforno kiseli elektroliti.:str. 185.

### Kromiranje
Vidi članak Kromiranje
Kromiranje je postupak za završnu obradu pomoću elektrolitički taloženog kroma. Najčešći oblik kromiranja je tanki, ukrasni svijetli krom, koji je obično sloj od 10 μm preko sloja nikla. Pri platiranju na željezo ili čelik, donji sloj bakra omogućuje niklu da se dobro veže. Pore (male rupe) u slojevima nikla i kroma djeluju na ublažavanju stresa uzrokovanog neusklađenošću toplinskog širenja, ali također štete otpornosti prevlake na koroziju. Otpornost na koroziju oslanja se na ono što se naziva pasivizacijski sloj, koji se određuje kemijskim sastavom i obradom, a oštećuje se pukotinama i porama. U posebnom slučaju, mikropore mogu pomoći u raspodjeli elektrokemijskog potencijala koji ubrzava galvansku koroziju između slojeva nikla i kroma. Ovisno o primjeni, prevlake različitih debljina zahtijevat će različitu ravnotežu gore spomenutih svojstava. Tanki, svijetli krom daje zrcalnu završnu obradu predmetima poput metalnih okvira namještaja i automobilskih odbojnika i rubnika. Deblje naslage, do 1000 μm, nazivaju se tvrdim kromom i koriste se na industrijskoj opremi za smanjenje trenja i trošenja. 
Tradicionalno rješenje za industrijsko tvrdo kromiranje sastoji se od oko 250 g/L CrO 3 i oko 2,5 g/H2 SO 4-. U otopini, krom postoji kao kromna kiselina, poznata kao šestovalentni krom. Jaka struja se dijelom koristi za stabilizaciju tankog sloja kroma (+2) na površini obloženog djela. Kiseli krom ima slabu snagu raspršivanja, fini detalji ili rupe su dalje i primaju manje struje što rezultira slabim oplatama. 
Danas se izrazito štetno heksavalentno kromiranje zamjenjuje postupcima zasnovanim na trovalentnim spojevima kroma. 

### Cinčanje
Vidi članak Cinčanje
Elektroplatiranje cinkom koristi se prije svega kao antikoroziva zaštita predmeta od čelika. U odnosu na vruće cinčanje postupak je znatni jeftiniji. 
Najčešće se koriste kiseli, alkalni i cijanidni elektroliti.:str. 95.

### Kositrenje
Postupak prevlačenja kositrom opsežno se koristi za zaštitu i željeznih i obojenih površina. Kositar je koristan metal za prehrambenu industriju jer je netoksičan, žilav i otporan na koroziju. Izvrsna duktilnost kositra omogućuje oblikovanje lima presvučenog limom u različite oblike bez oštećenja površinskog sloja kositra. Pruža zaštitu za bakar, nikal i druge obojene metale, ali ne i za čelik. 
Kositar se također široko koristi u elektroničkoj industriji zbog svoje sposobnosti da zaštiti osnovni metal od oksidacije i tako sačuva njegovu lemljivost. U elektroničkim se primjenama može dodati 3% do 7% olova kako bi se poboljšala lemljivost i spriječio rast metalnih "brkova" u naslagama pod pritiskom, što bi inače moglo uzrokovati kratki spoj. Međutim, propisi RoHS (Ograničavanje opasnih tvari) doneseni početkom 2006. godine zahtijevaju da se olovo ne dodaje namjerno i da maksimalni postotak ne prelazi 1%. 
Najčešće se koriste kiseli i alkalni elektroliti.:str. 116.

### Kadmijska obloga
Kadmij je pod povećalom zbog toksičnosti za okoliš. Kadmij se često koristi u nekim primjenama u vojsci i zrakoplovstvu. Međutim, postupno se ukida zbog svoje toksičnosti. Sukladno ROHS odredbama od 2006. se više ne koristi osim u vojne svrhe. 
Elektroplatiranje kadmijem nudi dugačak popis tehničkih prednosti poput izvrsne otpornosti na koroziju čak i pri relativno maloj debljini i u slanoj atmosferi. Izvrsna je podloga za boje te ljepila. Najčešće korišteni elektroliti bili su cijanidni, te alkalni i amonijačni.:str. 108.
Kako je briga za okoliš bitna, u većini se aspekata kadmij može izravno zamijeniti pozlatom jer dijeli većinu svojstava materijala, ali zlato je skuplje i ne može poslužiti kao osnova za bojenje. Kao najbolji nadomjestak smatraju se cink nikl prevlake, posebno za primjene u avio industriji.

## Elektroplatirane slitine

### Mesing
Elektroplatirana mjed koristi se u dekorativne ali i tehničke svrhe. Postupak je razvijen već 1841. godine (M. H. Jacobi), no šira primjena počinje tek krajem 19. stoljeća. Koriste se prije svega cijanidni elektroliti, no danas se na tržištu SAD mogu naći i najmanje 2 necijanidna postupka. 

### Bronca
Elektroplatiranje slitinom bakra i kositra koristi se pretežno u tehničke svrhe. Najčešće se koriste cijanidni te pirofosfatni elektroliti. 

### Cink/nikl
Ova se slitina koristi prije svega kao zamjena za prevlake kadmijem, prije svega u zrakoplovnoj industriji. 

### Slitine zlata
Elektroplatirane se slitine zlata koriste prije svega u dekorativne i tehničke svrhe. 

## Vanjske poveznice
- Finishing.com - Američka web stranica posvećena završnoj obradi metala
- Ruska stranica posvećena galvanotehnici i završnoj obradi metala  Arhivirana inačica izvorne stranice od 1. veljače 2009. (Wayback Machine)